# São-toméisch-saudi-arabische Beziehungen
Die são-toméisch-saudi-arabischen Beziehungen umfassen das zwischenstaatliche Verhältnis zwischen der afrikanischen Inselrepublik São Tomé und Príncipe und dem Königreich Saudi-Arabien. Sie unterhalten seit 2023 direkte diplomatische Beziehungen.
Ihre Beziehungen bezeichnen beide Seiten als gut, sind aber erst im Aufbau begriffen. So ist ihr Warenaustausch noch kaum vorhanden, es bestehen keine gegenseitigen diplomatischen Vertretungen, und sie haben noch keine bilateralen Verträge geschlossen (Stand 2024).

## Geschichte

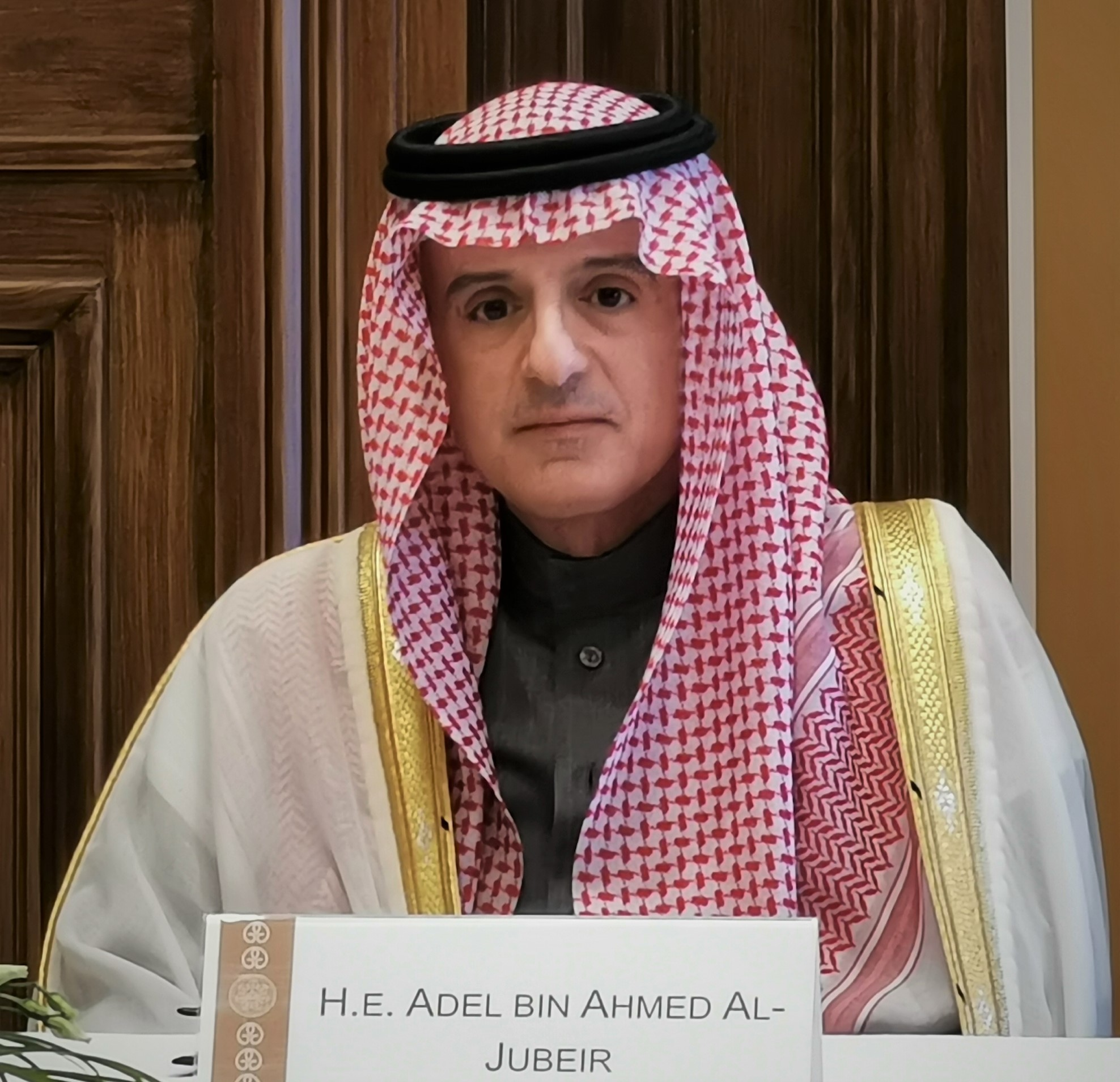
Außenminister Adel al-Dschubeir kam 2023 zum ersten saudi-arabischen Staatsbesuch nach São Tomé und Príncipe.

Am 7. Juni 2023 unterzeichneten die são-toméische Botschafterin in Gabun, Elisa Barros, und der saudi-arabische Botschafter in Gabun, Farraj Ben Nader, in der saudi-arabischen Botschaft in der gabunischen Hauptstadt Libreville die Vereinbarung über die Aufnahme diplomatischer Beziehungen. Beide Seiten wollen damit bereits bestehende Verbindungen zwischen beiden Ländern verbessern und zusammen an Entwicklung und Frieden arbeiten, so die offizielle Verlautbarung dazu.
Im Oktober 2023 besuchte der saudische Außenminister und Klimagesandte Adel al-Dschubeir São Tomé und Príncipe. Bei einem Treffen mit Präsident Carlos Vila Nova besprachen sie eine mögliche Zusammenarbeit bei Erneuerbaren Energien und anderen Maßnahmen gegen den Klimawandel. Der são-toméische Präsident versicherte dem Gast bei der Gelegenheit seine Unterstützung für die Bewerbung Saudi-Arabiens für die Expo 2030 und für die Fußball-Weltmeisterschaft 2034.

## Diplomatie
Es bestehen noch keine gegenseitigen Botschaften und keine Konsulate. Die saudi-arabische Botschaft in der gabunischen Hauptstadt Libreville ist auch für São Tomé und Príncipe zuständig (Stand 2024).

## Wirtschaft
Im Jahr 2021 wurden saudi-arabische Exporte nach São Tomé und Príncipe in Höhe von 9.670 US-Dollar gezählt, ausschließlich gebrauchte Kleidung. Im gleichen Jahr führte São Tomé und Príncipe Waren im Wert von 7.570 US-Dollar nach Saudi-Arabien aus, ausschließlich Rundfunkgeräte.